# Cristo di San Giovanni della Croce
Il Cristo di San Giovanni della Croce (in spagnolo: Cristo de San Juan de la Cruz) è un dipinto surrealista a olio su tela di 205×116 cm, realizzato nel 1951 dal pittore spagnolo Salvador Dalí. Esso rappresenta la Crocifissione di Gesù.
È conservato nel Kelvingrove Art Gallery and Museum di Glasgow.

## Storia
Il quadro e i suoi diritti di proprietà intellettuale furono acquisiti dal consiglio di Glasgow nel 1952 grazie a Tom Honeyman, l'allora direttore dei musei di Glasgow, in Scozia. Honeyman comprò il dipinto per 8200 lire sterline, un prezzo alto per l'epoca, che includeva i suoi diritti d'autore, che hanno restituito al museo di Glasgow il suo prezzo moltiplicato per varie volte.
Il suo acquisto causò una polemica e ci fu persino una petizione per evitarlo, presentata dagli studenti della scuola d'arte di Glasgow al consiglio comunale, sostenendo che il denaro si sarebbe dovuto investire per uno spazio espositivo per gli artisti locali. Ciononostante, la controversia fece sì che Honeyman e Salvador Dalí divenissero amici, scrivendosi per anni dopo l'acquisto.
La tela venne esposta per la prima volta al museo Kelvingrove il 23 giugno del 1952. Nel 1961, un visitatore lanciò una pietra contro il dipinto e lacerò la tela con le sue mani. L'opera venne restaurata con successo sei mesi dopo dai conservatori del museo e si poté essere riesposta al pubblico. Nel 1993, il quadro fu trasferito al museo d'arte e della vita religiosa di San Mungo, anche se tornò al museo Kelvingrove prima della sua riapertura nel luglio del 2006. L'opera vinse un sondaggio nel quale si decise il dipinto preferito della Scozia nel 2006, con il 29% dei voti.
Nel 2022 il quadro venne prestato per cinque mesi a Bishop Auckland, nella contea di Durham, per essere esposto accanto alla Crocifissione del Greco, mentre due anni dopo venne esposto nella chiesa di San Marcello al Corso, a Roma, assieme al disegno del santo carmelitano che lo ispirò.

## Descrizione

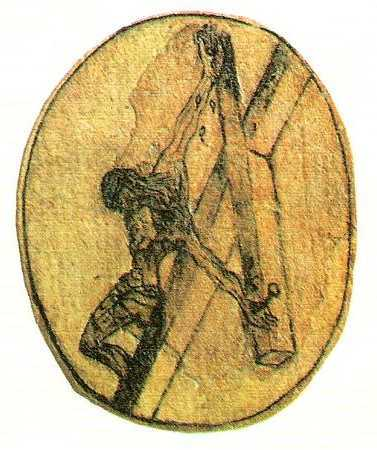
La miniatura ovale realizzata da san Giovanni della Croce tra il 1572 e il 1577, conservata nel convento dell'Incarnazione ad Avila.

Salvador Dalí vide ad Avila, dalle mani delle suore, un pezzetto di carta racchiuso dal giro d’oro del reliquiario, (disegnato dal santo carmelitano spagnolo Giovanni della Croce intorno al 1572, che a seguito di una sua visione mistica rappresentò la figura del Signore in croce, come lui lo aveva contemplato durante l’estasi) e ne rimase impressionato, così nel 1951 tradusse a suo modo quell’immagine.
Lo schizzo di san Giovanni della Croce mostra il Crocifisso schiacciato dal dolore. Il capo riverso, le braccia stirate, trascinate dal peso del busto, le mani trafitte da chiodi enormi. Non vediamo il volto. Anche Dalí dipinge Cristo come visto dall'alto, come lo vide il Padre. Anche qui non ne vediamo il volto. La croce è un solido pesante sospeso nel vuoto. Cristo non è inchiodato al legno, né c'è traccia di sangue. Non è semplicemente un modo "metafisico" di intendere il segno sconvolgente della croce. Per Dalí, Gesù “sceglie” di essere crocifisso. Il suo sacrificio non ha bisogno di essere trattenuto da uno strumento di tortura. La sua sofferenza è tutta nel peso che lo tira e lo trascina, che tende ogni muscolo del suo corpo. Sullo sfondo si vede la spiaggia di Port Lligat, il paese dove il pittore viveva.
Nel Manifesto mistico lo stesso Dalí spiega: “Prima di tutto nel 1950 vidi un sogno cosmico nel quale il quadro, che mi appariva a colori, rappresentava il nucleo dell’atomo. Questo nucleo assunse più tardi un significato metafisico, io vi vedo l’unità dell’universo: Cristo. Poi vidi il Cristo disegnato da san Giovanni dalla Croce. Costruii geometricamente un triangolo e un cerchio, il riassunto estetico di tutte le mie precedenti esperienze, e iscrissi il mio Cristo in questo triangolo”.